# Nokia Lumia 925
Lumia 925 je chytrý telefon společnosti Nokia. Byl představen v Londýně 14. května 2013.

## Design
Telefon má 4,5" dotykový kapacitní AMOLED displej. Měří 129 × 71 × 8,5 mm a váží 139 g. Pod displejem se nacházejí tři tlačítka; prostřední z nich je Windows. Nad displejem je reproduktor a přední kamera s rozlišením 1,2 MPx. Na druhé straně telefonu je fotoaparát s optikou Carl Zeiss a rozlišením 8,7 MPx.

## Hardware
Telefon je poháněn procesorem Qualcomm MSM8960 o frekvenci 2×1500 MHz. Operační paměť má kapacitu 1024 MB, stálá 16 GB, kterou nelze (stejně jako u Lumie 920) nijak rozšířit. Telefon podporuje WiFi a Bluetooth. Baterie má kapacitu 2000 mAh. Na telefonu běží operační systém Windows Phone 8.

## Funkce
Lumia 925 má velké množství užitečných funkcí, například GPS, Internet Explorer 10, Xbox, obsahuje plnou verzi Microsoft Office a samozřejmostí jsou funkce jako kalendář, budík apod.